# Macho Man (album)
Pour les articles homonymes, voir Macho Man.
Albums de Village People
Village People
(1977) Cruisin'
(1978)
Singles
1. I Am What I Am
Sortie : 1978
2. Macho Man
Sortie : février 1978

Macho Man est le deuxième album du groupe américain Village People. Il est sorti en février 1978 sur le label Casablanca Records.
Aux États-Unis, l'album a débuté à la 176e place du classement des albums de Billboard la semaine du 25 mars et a atteint la 24e place en septembre (pour deux semaines, celle du 9 et celle du 16 septembre 1978),.

## Liste des pistes
Toutes les chansons sont écrites et composées par Henri Belolo, Jacques Morali, Peter Whitehead et Victor Willis (sauf indication contraire).
| No | Titre                                      | Auteur                                                              | Durée |
| -- | ------------------------------------------ | ------------------------------------------------------------------- | ----- |
| 1. | Macho Man                                  |                                                                     | 5:14  |
| 2. | I Am What I Am                             |                                                                     | 5:38  |
| 3. | Key West                                   |                                                                     | 5:46  |
| 4. | Medley: Just a Gigolo / I Ain't Got Nobody | Leonello Casucci, Irving Caesar / Spencer Williams, Roger A. Graham | 4:37  |
| 5. | Sodom and Gomorrah                         |                                                                     | 6:15  |